# میخالکوف ۹۵۴۰
سیارک ۹۵۴۰ (به انگلیسی: 9540 Mikhalkov، نامگذاری:1982UJ7) نه هزار و پانصد و چهلمین سیارک کشف شده‌است که در ۲۱ اکتبر ۱۹۸۲ کشف شد.
قدر مطلق سیارک برابر ۱۲٫۹۰ است.